# غرازييلا كامل
غرازييلا كامل (23 أغسطس 1980 -) هي مذيعة تلفزيونية لبنانية عُرفت بتقديمها لبرنامج تحسين الهندام «أنت أجمل» في تلفزيون دبي، وتذيع الآن برنامج أخبار المشاهير «ذاتس إنترتينمنت» في نفس القناة.

## الدراسة والمسيرة المهنية
حصلت غرازييلا كامل على الإجازة في الإعلام والتوثيق - قسم إذاعة وتلفزيون. بدأت مسيرتها التلفزيونية عبر المشاركة في إعداد وتقديم برنامج «روتانا كافيه» في روتانا موسيقى لمدة سنة ونصف من 2003 إلى 2005. انتقلت في 2005 إلى 2005 أين أذاعت برنامج أنت أجمل من 2005 إلى 2012 أو 2013. قدمت كذلك بتقديم حلقة في برنامج «خمسة». تقدم الآن برنامج «ذاتس إنترتينمنت» في نفس المحطة.

## أعمالها
- روتانا كافيه، روتانا موسيقى، 2003 - 2005
- أنت أجمل، تلفزيون دبي، 2003 - 2012 أو 2013
- ذاتس إنترتينمنت، تلفزيون دبي، 2013 - الآن